# Lista de pinturas de José Júlio Sousa Pinto

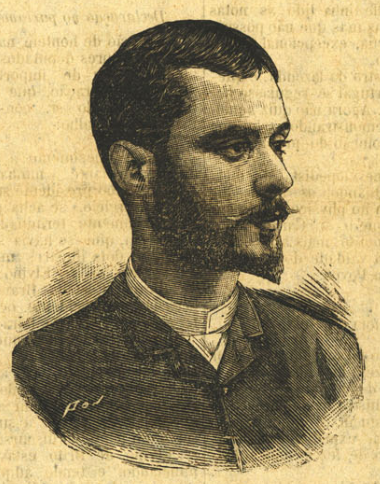
Retrato de José Júlio Sousa Pinto (1886), por Francisco Pastor

Esta é uma lista de pinturas de José Júlio Sousa Pinto, lista não exaustiva das obras deste artista, mas tão só das que como tal estão registadas na Wikidata.
A lista está ordenada pela data de criação de cada pintura. Como nas outras listas geradas a partir da Wikidata, os dados cuja designação se encontra em itálico apenas têm ficha na Wikidata, não tendo ainda artigo próprio criado na Wikipédia.
José Júlio Sousa Pinto (1856—1939) nasceu em Angra do Heroísmo e estudou pintura na Academia de Belas-Artes do Porto, onde teve como professor, entre outros, Soares dos Reis. Após finalizar o curso, parte para Paris como bolseiro do Estado, na companhia de Henrique Pousão, onde estuda na École des Beaux-Arts. Contacta com o realismo de Millet e de Courbet, que segue em temas rurais da Bretanha, e com os impressionistas, de quem retira os efeitos luminosos e atmosféricos. Trata em tom triste a vida dos pescadores, mas de modo afável e intimista a representação de crianças enquanto personagens principais. Vivendo em França, passa longas temporadas em Portugal, onde realiza obras luminosas sobre temas “pitorescos” e rústicos. Tendo obtido distinções nos Salons e as melhores apreciações no círculo artístico francês, a sua obra está representada em vários museus franceses, como no Museu de Orsay, no Museu Monte Carlo (No Bosque, 1889), no Museu de Amiens (Preparativo do Barco, 1892) e no Museu de Nice (Ao Canto do Fogo), bem como em importantes museus de Portugal e do Brasil.
| Imagem | Título                                | Data         | Retrata                                  | Coleção                                         | Descrito em |
| ------ | ------------------------------------- | ------------ | ---------------------------------------- | ----------------------------------------------- | ----------- |
|        | Mulher com leque                      | 1870         |                                          | Museu Nacional de Belas Artes                   |             |
|        | Macieira Partida                      | 1883         |                                          | Museu Nacional de Soares dos Reis               |             |
|        | Sem título                            | 1886         |                                          | Museu Mariano Procópio                          |             |
|        | Retrato de Maria Amália Ferreira Lage | 1887         |                                          | Museu Mariano Procópio                          |             |
|        | Barco desaparecido                    | 1890         |                                          | Museu Nacional de Arte Contemporânea do Chiado  |             |
|        | A volta dos barcos                    | 1891         |                                          |                                                 |             |
|        | No campo                              | 1892         |                                          | National Gallery of Victoria                    |             |
|        | O encontro                            | 1893         |                                          | Museu Nacional de Belas Artes                   |             |
|        | O caçador                             | 1895         |                                          | Museu Mariano Procópio                          |             |
|        | O Algarvio                            | 1896         |                                          | No/unknown value                                |             |
|        | A colheita de batatas                 | 1898         | campo agrícola baking fogo menino batata | Museu de Orsay                                  |             |
|        | Neuilly, la Seine                     | 19th century | Neuilly-sur-Seine                        | Museu Mariano Procópio                          |             |
|        | Sem título                            | 19th century |                                          | Museu Mariano Procópio                          |             |
|        | Camponesa                             | 20th century | mulher camponês                          | Coleção Museu Histórico Nacional                |             |
|        | Lavadeiras                            | 1901         |                                          | No/unknown value                                |             |
|        | Interior de azenha                    | 1903         | moinho de água                           | Museu de Arte de São Paulo                      |             |
|        | Amuada                                | 1906         |                                          | Museu Nacional de Soares dos Reis               |             |
|        | O balde azul                          | 1907         |                                          | Pinacoteca de São Paulo                         |             |
|        | Mulher sentada costurando             | 1910         |                                          | Museu Nacional de Belas Artes                   |             |
|        | Efeito de sol ao fim de tarde         | 1913         |                                          | Museu Nacional de Arte Contemporânea do Chiado  |             |
|        | Efeito de tarde                       | 1915         |                                          | Museu Nacional de Arte Contemporânea do Chiado  |             |
|        | Última dia do condenado               |              |                                          | Museu Mariano Procópio                          |             |
|        | Cabeça de velha                       |              |                                          | Museu de Arte do Rio Grande do Sul Ado Malagoli |             |
|        | Sob a verdura                         |              |                                          | Museu Nacional de Belas Artes                   |             |
|        | Paisagem lacustre com vacas           |              |                                          | No/unknown value                                |             |
|        | Nu                                    |              |                                          | Museu Nacional de Soares dos Reis               |             |
|        | O banho                               |              |                                          | No/unknown value                                |             |
|        | Camponesa bretã                       |              |                                          | Museu de Arte Contemporânea Armando Martins     |             |

∑ 28 items.